# Similitude

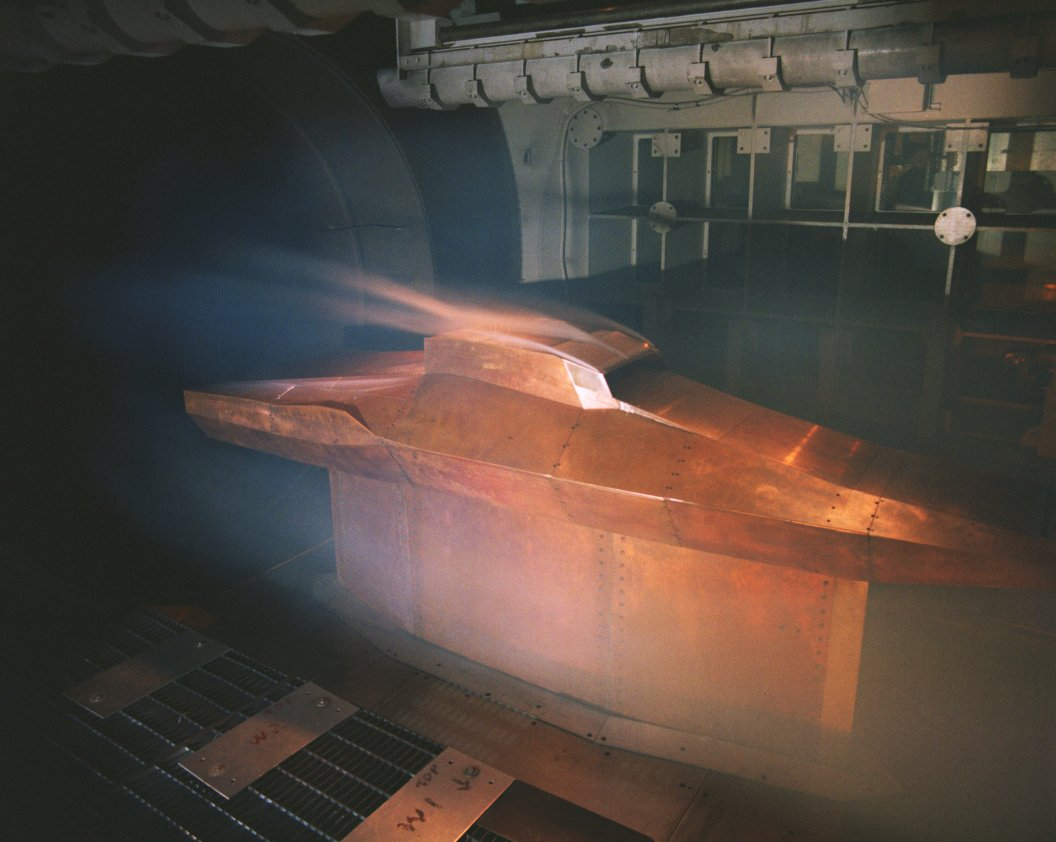
Um teste em túnel de vento de escala completa do X-43. O teste é projetado para ter semelhança dinâmica com a aplicação real para garantir resultados válidos.

Similitude é um conceito aplicável para os ensaios de modelos em engenharia. Um modelo é dito ter similitude com a aplicação real, se os dois compartilham similitude geométrica, similitude cinemática e similitude dinâmica. Similaridade e similitude são intercambiáveis neste contexto.
O termo Similitude Dinâmica também é usado como genérico, porque implica o fato de que as similitudes geométrica e cinemática já são conhecidas.
A principal aplicação da Similitude é nas engenharias hidráulica e aeroespacial, para testar as condições de fluxo de fluidos com modelos em escala. É também a primeira teoria por trás de muitas fórmulas na mecânica dos fluidos.
O conceito de similitude é fortemente ligado a análise dimensional.
Predefinição:Visão Geral
Modelos de engenharia são usados para estudar problemas complexos de dinâmica de fluidos, onde cálculos e simulações por computador não são confiáveis. Os modelos geralmente são menores que o design final, mas nem sempre. Modelos em escala permitem testar um projeto antes da construção e, em muitos casos, são uma etapa crítica no processo de desenvolvimento.
A construção de um modelo em escala, no entanto, deve ser acompanhada de uma análise para determinar em que condições ele é testado. Embora a geometria possa ser simplesmente escalada, outros parâmetros, como pressão, temperatura ou velocidade e tipo de fluido, podem precisar ser alterados. A similitude é alcançada quando as condições de teste são criadas de modo que os resultados do teste sejam aplicáveis ao projeto real.
As três condições necessárias para um modelo ter similitude com um aplicativo.
- Similaridade geométrica - o modelo tem a mesma forma do aplicativo, geralmente dimensionado.
- Similaridade cinemática - o fluxo de fluido do modelo e da aplicação real deve sofrer taxas de tempo semelhantes de movimentos de mudança. (linhas de fluxo de fluido são semelhantes)
- Similaridade dinâmica - as proporções de todas as forças que atuam nas partículas de fluido correspondentes e nas superfícies de contorno nos dois sistemas são constantes.

Para satisfazer as condições acima, a aplicação é analisada;
1.Todos os parâmetros necessários para descrever o sistema são identificados usando princípios da mecânica do contínuo.
2. A análise dimensional é usada para expressar o sistema com o mínimo de variáveis independentes e o maior número possível de parâmetros sem dimensão.
3. Os valores dos parâmetros adimensionais são considerados os mesmos para o modelo em escala e a aplicação. Isso pode ser feito porque não têm dimensão e garantirá uma semelhança dinâmica entre o modelo e o aplicativo. As equações resultantes são usadas para derivar leis de escala que determinam as condições de teste do modelo.
Muitas vezes, é impossível obter uma semelhança estrita durante um teste de modelo. Quanto maior for o desvio das condições operacionais do aplicativo, mais difícil será obter a similitude. Nesses casos, alguns aspectos da similitude podem ser negligenciados, concentrando-se apenas nos parâmetros mais importantes.
O projeto de embarcações marítimas continua sendo mais uma arte do que uma ciência, em grande parte porque a similitude dinâmica é especialmente difícil de ser alcançada para uma embarcação que está parcialmente submersa: uma embarcação é afetada pelas forças do vento no ar acima dela, pelas forças hidrodinâmicas dentro da embarcação. água sob ela, e especialmente por movimentos de onda na interface entre a água e o ar. Os requisitos de escala para cada um desses fenômenos diferem; portanto, os modelos não podem replicar o que acontece com uma embarcação de tamanho normal tão bem quanto pode ser feito para uma aeronave ou submarino - cada um dos quais opera inteiramente em um meio.
Similitude é um termo amplamente utilizado na mecânica de fraturas relacionado à abordagem de vida útil da deformação. Sob determinadas condições de carga, o dano por fadiga em uma amostra não entalhada é comparável ao de uma amostra entalhada. A Similitude sugere que a vida à fadiga dos componentes também será semelhante.